# ヴィクトリア・テナント
ヴィクトリア・テナント（Victoria Tennant、1950年9月30日 - ）は、イングランドの女優。
ロンドン出身。母はロシア出身のバレリーナ、イリーナ・バロノヴァ(en:Irina Baronova)。セントラル・スクール・オブ・スピーチ・アンド・ドラマに学ぶ。1983年のテレビミニシリーズ『戦争の嵐』で第41回ゴールデングローブ賞助演女優賞（シリーズ・ミニシリーズ・テレビ映画部門）にノミネートされた。
アメリカ合衆国の俳優スティーヴ・マーティンは元夫（1986年 - 1994年）。

## 主な出演作品
- 戦争の犬たち The Dogs of War (1980)
- 悪魔の受胎 Inseminoid (1981)
- スフィンクス Sphinx (1981)
- 戦争の嵐 The Winds of War (1983) テレビミニシリーズ
- ストレンジャーズ・キス Strangers Kiss (1983)
- ダイナマイト・ヒーロー/恐怖の鉄拳 Dempsey (1983) テレビ映画
- 警察署長 Chiefs (1983) テレビミニシリーズ
- オール・オブ・ミー/突然半身が女に! All of Me (1984)
- 第三帝国の遺産 The Holcroft Covenant (1985)
- ワシントン爆破大作戦 Under Siege (1986) テレビ映画
- 殺しのベストセラー Best Seller (1987)
- 屋根裏部屋の花たち Flowers in the Attic (1987)
- 警視メグレ 上流階級の罠 Maigret (1988) テレビ映画
- 戦争の黙示録 / 戦争と追憶 War and Remembrance (1988-1989) テレビミニシリーズ
- ウィスパーズ Whispers (1989)
- 侍女の物語 The Handmaid's Tale (1990)
- L.A.ストーリー/恋が降る街 L.A. Story (1991)
- プレイグ La Peste (1992)
- リノ・ギャンブル Edie & Pen (1996)
- ブラム・ストーカーズ/マミー Legend of the Mummy (1998)
- Irene in Time (2009)
- William & Kate (2011) テレビ映画
- Louder Than Words (2013)
- Alex & The List (2018)